# Bí mật của siêu sao
Kwarm Lub Kaung Superstar (tên Tiếng Thái: ความลับของซุปเปอร์สตาร์, tên tiếng Việt: Bí mật của siêu sao) là bộ phim truyền hình Thái Lan, phát sóng vào năm 2008. Phim với sự tham gia của Patiparn Pataweekarn, Namthip Jongrachatawiboon, Phutanate Hongmanop, Chanidapa Pongsilpipat. Phim được phát sóng tại Việt Nam trên kênh TodayTV.

## Nội dung
Bộ phim xoay quanh cuộc sống của siêu sao Gun (Mos). Gun là một nam diễn viên nổi tiếng, con trai ngoài gia thú của một nam diễn viên kỳ cựu mà Gun chưa từng biết mặt vì ba anh đã bỏ rơi mẹ anh khi bà mang thai khi ông đang ở trên đỉnh cao của sự nghiệp vì sợ mất hết tất cả. Đằng sau danh tiếng và sự nghiệp, cuộc sống thật của Gun cũng chỉ như bao người bình thường khác. Natedao (Bee) là nữ diễn viên đang lên, người biết sử dụng khôn khéo tài năng quyến rũ của mình để được lên đỉnh cao hơn là chú tâm vào diễn xuất. Chính vì thế, dù đã là bạn gái của Tee (Captain), nhưng cô vẫn cố tình tiếp cận và làm cho Gun phải lòng mình, mục đích là để có thể sánh đôi cùng Gun và nổi tiếng giống anh.
Giữa lúc Natedao đã bắt đầu bước vào cuộc sống của Gun với tư cách người yêu bí mật, Mẹ của Gun, Upsorn, đưa con gái của bạn mình - Parn (Best) đến để giúp việc cho con trai mình. Cả Parn và Gun từng chơi với nhau khi còn bé, nên Parn luôn chu đáo, ân cần với Gun. Thầm đem lòng yêu Gun, Parn luôn cố giúp anh thoát ra khỏi cuộc sống ngày một điên rồ do Natedao tạo ra bởi những trận cãi vã, những lần Natedao gặp lại bạn trai cũ bị Gun bắt gặp, hay việc cô lừa dối anh…
Tee bị Nate bỏ rơi khi cô ta tìm được chỗ dựa mới là Gun nên luôn tìm cách phá rối cho Gun. Ở phim trường Gun cũng không hòa hợp với bạn diễn kỳ cựu mà anh không hề biết đó là ba ruột của mình. Từ từ giữa Gun và Parn nảy sinh tình cảm nhưng Gun không nhận ra, điều này tạo điều kiện cho Nate gây khó dễ cho Parn. Một lần, về trong men say, Gun đã nhầm tưởng Parn là Natedao. Cả hai ngủ với nhau và kết quả Parn có thai. Trớ trêu là Gun không nhớ gì về đêm đó. Tất cả mọi người ở bên Gun đều cố gắng giữ bí mật với anh, cay đắng nhất là chính Parn cũng không thể cất lời. Bởi lúc này, Gun đã công khai việc đính ước với Natedao theo âm mưu và sự dàn xếp của cô ta...
Sau nhiều sự việc, Parn có thai với Gun. Gun lúc này cùng với mọi người trong nhà tìm cách giấu việc Parn mang thai vì trước đó, Gun đã công khai đính ước với Natedao. Natedao cùng quản lí của mình biết sự việc, bèn tìm cách đưa Parn đi phá thai nhưng may mắn Parn được cứu kịp thời. Gun rất vui mừng vì lúc này anh đã nhận ra tình cảm của mình với Parn nhưng anh lại rơi vào tình thế giống ba anh ngày xưa. Tuy nhiên lần này với sự giúp đỡ của ba mình, Gun đã thu xếp cho Parn một cuộc sống kín đáo ở nhà ba anh chờ đến ngày cô sinh con và đến thời điểm anh công khai mối quan hệ này.
Natedao quyết định công khai bí mật của Gun nhằm khiến người hâm mộ của anh và mọi người trong ngành giải trí quay lưng lại với anh. Gun buộc phải lựa chọn giữa sự nghiệp và gia đình. Liệu Gun sẽ đưa ra lựa chọn như thế nào? Liệu anh có phạm phải sai lầm mà cha của mình đã phạm 30 năm trước?

## Diễn viên
- Patiparn Pataweekarn vai Gun Kitikorn
- Phutanate Hongmanop vai Tee
- Namthip Jongrachatawiboon vai Natedao Vinitmetha/ "Nate"
- Nat Thephussadin Na Ayutthaya vai Oum
- Pattra Apirathkul vai Kaet
- Runya Saiyanon vai Pee (trợ lý Natedao)
- Supansa Nuengpirom vai Upsorn (mẹ của Gun)
- Chalet Fuengarom vai Pê (trợ lý Gun)
- Pisarn Akarasenee vai Pancha (bố ruột của Gun)
- Watchararasamee Sunthornpanawet vai Chet (trợ lý Oum)
- Chanidapa Pongsilpipat vai Parncharee Gangngam / Parn

### Khách mời
- Nawat Kulrattanarak
- Kunya Leenuttapong
- Panward Hemanee
- Kalaya Jirachaisakdecha
- Alicha Laisuthruklai
- Apinun Prasertwattanakul
- Wannarot Sonthichai
- Chaiyapol Pupart
- Airin Yoogthatat
- Sinjai Plengpanich
- Pitchaya Chaowalit
- Nithichai Yotamornsunthorn vai MC
- Witawat Singlampong
- Anantaya Rungruang
- Setjinda Chayatorn
- Kantapoj Pattarapol
- Nicole Theriault
- Chatphong Natthaphong
- Wichayanee Pearklin

## Ca khúc nhạc phim
- เสียงเรียกร้องของหัวใจ / Sieng Riak Rong Kaung Hua Jai - Patiparn Pataweekarn
- รักลับลับ / Ruk Lub Lub - Patiparn Pataweekarn
- คนสุดท้าย / Kon Soot Tai - Patiparn Pataweekarn
- แทงข้างหลัง…ทะลุถึงหัวใจ / Taeng Kahng Lung…Taloo Teung Hua Jai - Pongsak Rattanapong (ep 11)
- ไม่สวยเลือกได้ / Mai Suay Leuak Dai - Wichayanee Pearklin (ep 33)
- 100คำถาม 1คำตอบ / 100 KUM TAAM 1 KUM TAUB - Nicole Theriault (ep 34)